# Cellules épithéliales thymiques médullaires
 (novembre 2024).
Les cellules épithéliales thymiques médullaires ( mTEC ) représentent une population de cellules stromales du thymus qui joue un rôle essentiel dans l'établissement de la tolérance centrale, en induisant la sélection négative des lymphocytes T trop fortement autoréactifs . Par conséquent, les mTEC font partie des cellules pertinentes pour le développement du système immunitaire fonctionnel des mammifères.
Les précurseurs des lymphocytes T naissent dans la moelle osseuse et migrent par la circulation sanguine vers le thymus pour leur développement. Au cours de leur maturation dans le thymus, ils subissent un processus génétique appelé recombinaison V(D)J qui conduit au développement de récepteurs des cellules T (TCR). Le mécanisme de ce processus stochastique permet d'une part la génération d'un vaste répertoire de TCR, mais d'autre part, il provoque également l'apparition de ce qu'on appelle des « cellules T autoréactives » qui reconnaissent de manière trop importante les antigènes du soi via leurs TCR. Les cellules T autoréactives doivent être éliminées du corps ou différienciées vers la lignée des cellules T régulatrices (TRegs) pour prévenir les manifestations d' auto-immunité . Les mTEC possèdent la capacité de gérer ces clones autoréactifs via la médiation des processus de tolérance centrale, à savoir la suppression clonale ou la sélection des cellules T régulatrices, respectivement.